# Межаково (Вязниковский район)
Межаково — упразднённая деревня в Вязниковском районе Владимирской области России.

## География
Урочище находится в северо-восточной части области, в зоне хвойно-широколиственных лесов, в пределах Волжско-Окского междуречья, на правом берегу ручья Важель, на расстоянии 29 километров (по прямой) к юго-западу от города Вязники, административного центра района. Абсолютная высота — 121 метр над уровнем моря.

### Климат
Климат характеризуется как умеренно континентальный. Средняя температура воздуха самого холодного месяца (января) — −11,1 °C (абсолютный минимум — −48 °С), средняя максимальная температура воздуха (июля) — +23,3 °С (абсолютный максимум — +37 °С). Годовое количество атмосферных осадков составляет около 607 мм, из которых 413 мм выпадает в период с апреля по октябрь.

## История
В «Списке населенных мест Владимирской губернии по сведениям 1859 года» населённый пункт упомянут как удельная деревня Судогодского уезда, расположенная в 55 верстах от уездного города. В деревне насчитывалось 10 дворов и проживало 73 человека (34 мужчины и 39 женщин).
По состоянию на 1905 год, в Межакове имелось 10 дворов и проживало 75 человек. В административном отношении деревня входила в состав Воскресенской волости.
По данным 1926 года, в деревне имелось 13 крестьянских хозяйств и проживало 55 человек (32 мужчины и 33 женщины). Являлась частью Голышовского сельсовета.
На момент упразднения входила в состав Эдонского сельсовета Вязниковского района. Упразднена решением облисполкома № 319 от 16 мая 1986 года как фактически не существующая.